# Kazamaura
Kazamaura (風間浦村?) è un villaggio giapponese della prefettura di Aomori.